# 米諾特 (緬因州)
米諾特（英語：Minot）是一個位於美國緬因州安德羅斯科金縣的市鎮。

## 人口
根據2020年美國人口普查的數據，米諾特的面積為77.05平方千米，當中陸地面積為76.59平方千米，而水域面積為0.46平方千米。當地共有人口2766人，而人口密度為每平方千米36人。